# Yell (Insel)

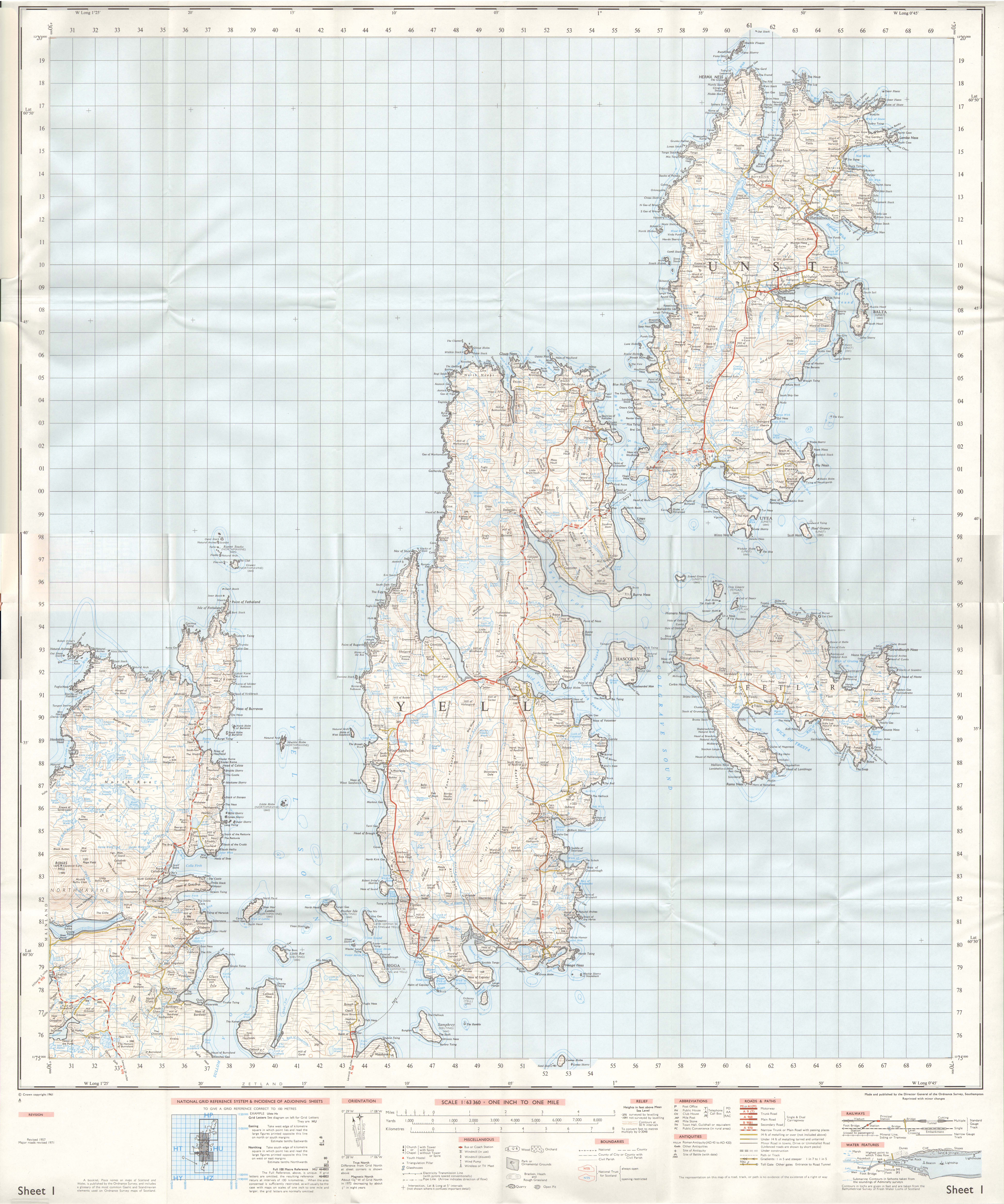
Ordnance-Survey-Kartenblatt von 1961

Yell ist eine der Nordinseln der Shetlandinseln vor Schottland. Sie hat eine Fläche von 216,1 km². Im Jahr 2011 wohnten hier 966 Menschen.
Fähren fahren von Ulsta auf der Insel nach Toft auf Mainland und von Gutcher auf Yell nach Belmont auf Unst und nach Oddsta auf Fetlar. Andere Orte auf Yell sind Burravoe, Sitz des Old Haa Museums, Mid Yell, Cullivoe, Gloup, Aywick und West Sandwick.
An der Küste von Yell leben neben Seevögeln wie Raubmöwen und Sterntaucher auch Fischotter und Merline. Unst und Yell wurden vom National Trust for Scotland übernommen und verwaltet.

## Sehenswürdigkeiten
Sehenswert sind auf der Insel sind
- ein Broch aus der Eisenzeit bei Burra Ness,
- die Promontory Forts von Aywick und Burgi Geos
- Sands of Breckon (auch Brecon), Sand aus zermahlenen Muscheln und Cairns
- die Schlucht Daal of Lumbister mit der Steinreihe.
- der Heel-shaped Cairn von Windhouse
- der Menhir von Gutcher am Fährhafen nach Fetlar